# Klaus Steinmetz (Rennfahrer)

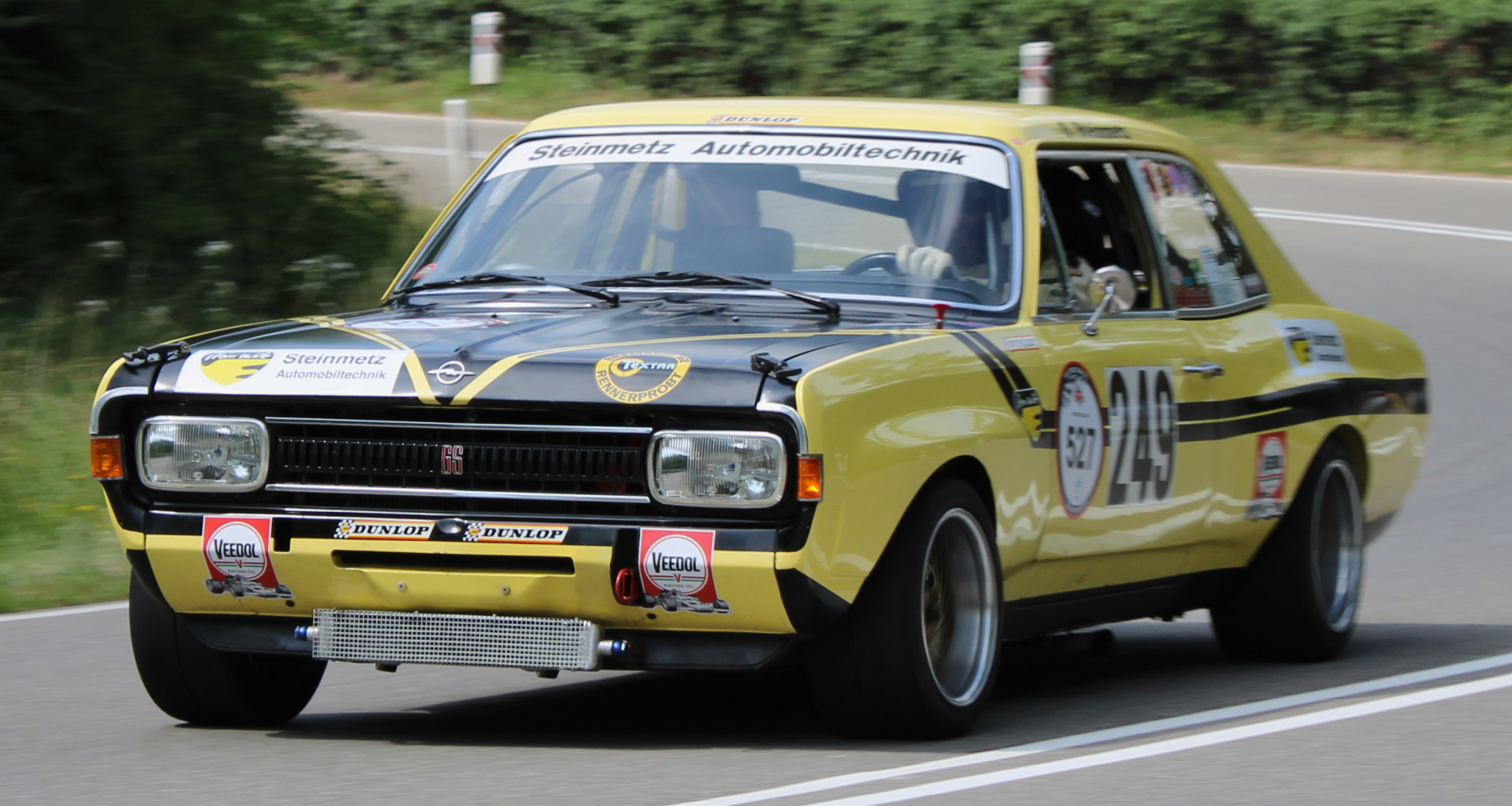
Steinmetz-Opel Commodore GS 3000 beim Solitude-Festival 2009

Klaus A. Steinmetz (* 19. Oktober 1934; † 6. Mai 2009) war ein deutscher Autorennfahrer, Ingenieur und Unternehmer.

## Leben
Nach seinem Studium an der Universität Stuttgart begann Klaus Steinmetz seine berufliche Karriere 1960 beim Automobilhersteller Porsche, wo er mit seinem Studienfreund Peter Falk in der von Herbert Linge geleiteten Rennabteilung unterkam. Während der Entwicklung des Porsche 356 B Carrera GTL Abarth entstanden Kontakte zu Carlo Abarth, der ihn 1961 für sein Unternehmen gewinnen konnte.
Bei Abarth war Steinmetz in drei Funktionen als Entwicklungsingenieur, Erprobungsleiter sowie Rennfahrer tätig und konnte in den Folgejahren in der Sportwagen-Weltmeisterschaft und der Tourenwagen-Europameisterschaft beachtliche Erfolge erzielen.
1967 wechselte Steinmetz als Rennleiter zu BMW, wo er 1968 und 1969 die Konstrukteurswertung der Tourenwagen-Europameisterschaft gewann und an der Entwicklung des M10-Formel-2-Motors beteiligt war.
Klaus Steinmetz verließ BMW 1969 und gründete zum 1. Januar 1970 die Steinmetz-Automobiltechnik GmbH in Rüsselsheim, die zur inoffiziellen Opel-Rennabteilung wurde, da die Opel-Muttergesellschaft General Motors Rennaktivitäten untersagte.
Nachdem das Unternehmen 1974 Insolvenz anmelden musste, gründete Klaus Steinmetz ein Ingenieurbüro und war unter anderem für die Unternehmen Alfa-Romeo, Bitter und Lamborghini tätig. Zudem fungierte er als Berater und Sicherheitsexperte für den Automobilsport-Weltverband FIA.
Klaus Steinmetz lebte zuletzt in Bietigheim-Bissingen bei Stuttgart, war zweimal verheiratet und ist Vater von zwei Söhnen und zwei Töchtern.

## Statistik

### Sportliche Erfolge
- 1964 500-km-Rennen auf dem Nürburgring: Gesamtsieg mit Hans Herrmann auf Abarth-Simca
- 1965 Großer Preis der Tourenwagen Nürburgring: Klassensieg bis 1000 cm³ mit Kurt Ahrens auf Fiat-Abarth[2]
- 1966 500-km-Rennen auf dem Nürburgring: Klassensieg bis 1000³ und Gesamtdritter mit Herbert Müller auf Abarth 1000SP

### Einzelergebnisse in der Sportwagen-Weltmeisterschaft
| Saison | Team   | Rennwagen                                      | 1   | 2   | 3   | 4   | 5   | 6   | 7   | 8   | 9   | 10  | 11  | 12  | 13  | 14  | 15  | 16  | 17  | 18  | 19  | 20  |
| ------ | ------ | ---------------------------------------------- | --- | --- | --- | --- | --- | --- | --- | --- | --- | --- | --- | --- | --- | --- | --- | --- | --- | --- | --- | --- |
| 1964   | Abarth | Abarth-Simca 1300 Bialbero                     | DAY | SEB | TAR | MON | SPA | CON | NÜR | ROS | LEM | REI | FRE | CCE | RTT | SIM | NÜR | MON | TDF | BRI | BRI | PAR |
| 1964   | Abarth | Abarth-Simca 1300 Bialbero                     |     |     |     |     |     |     |     |     |     |     |     | 1   |     |     |     |     |     |     |     |     |
| 1965   | Abarth | Abarth-Simca 1300 Bialbero Abarth 1300 S Coupé | DAY | SEB | BOL | MON | MON | RTT | TAR | SPA | NÜR | MUG | ROS | LEM | REI | BOZ | FRE | CCE | OVI | NÜR | BRI | BRI |
| 1965   | Abarth | Abarth-Simca 1300 Bialbero Abarth 1300 S Coupé |     |     |     | 1   |     |     |     |     | DNF |     |     |     |     |     |     |     |     | 3   |     |     |
| 1966   | Abarth | Abarth 1300 OT Abarth 1000SP                   | DAY | SEB | MON | TAR | SPA | NÜR | LEM | MUG | CCE | HOK | SIM | NÜR | ZEL |     |     |     |     |     |     |     |
| 1966   | Abarth | Abarth 1300 OT Abarth 1000SP                   |     |     | 15  |     |     | DNF |     |     |     |     |     | 3   |     |     |     |     |     |     |     |     |